# Jean-Joseph Régent
Pour les articles homonymes, voir Régent.
 (décembre 2014).
Si vous disposez d'ouvrages ou d'articles de référence ou si vous connaissez des sites web de qualité traitant du thème abordé ici, merci de compléter l'article en donnant les références utiles à sa vérifiabilité et en les liant à la section « Notes et références ».
Jean-Joseph Régent, né le 28 juillet 1924 au Croisic en Loire-Inférieure, mort le 7 août 2009 à Saint-Herblain, est un industriel français et un responsable économique de la région nantaise.

## Biographie
En 1953, Jean-Joseph Régent crée la société Ouest-assainissement, devenue par la suite le groupe SOAF-Nantaise des Eaux.
En 1976, son arrivée à la présidence de la Chambre de Commerce et d’Industrie de Nantes rompt avec la tradition économique nantaise portée par la bourgeoisie familiale locale traditionnelle. Dans le même temps, une rupture politique a lieu à la mairie de Nantes avec l'élection du socialiste Alain Chénard. Cette double rupture marque le début d’un nouvel essor pour Nantes et sa métropole, ce qui l'amène à créer dès (1977) l’« Institut Kervégan », "centre d'études et de réflexions" qui, en réunissant des responsables politiques, économiques, culturels, universitaires, de toutes sensibilités a alimenté depuis plus de 30 ans le débat nantais.
En 1996, Jean-Marc Ayrault lui confie la présidence du Conseil de développement de Nantes Métropole, mandat qu'il exerce jusqu'en août 2009. Il a été l'un des pionniers des Conseils de développement en France et le cofondateur, avec Jacques Moulinier, de leur Coordination nationale.

## Fonctions

### Locales
- Président de la CCI de Nantes (1976-1981) ;
- Président du Port autonome de Nantes-Saint-Nazaire (1979-1981 et 1984-1988) ;
- Fondateur de l’Association communautaire de l’estuaire de la Loire, de l'Association des entreprises de l’estuaire de la Loire et du Pôle de recherche et d’innovation à Nantes ;
- Président du Conseil de développement de Nantes Métropole (1996-2009) ;
- Chargé de mission auprès du préfet de la région des Pays de la Loire au moment du lancement de l’idée du futur aéroport de Notre-Dame des Landes.

- Président de la Société des amis du musée des beaux-arts de Nantes (il était un amateur d’art contemporain).

### Nationales
- Président de la Fédération Nationale des Industries du béton,
- Membre du comité Directeur du Plan Construction.
- Porte-parole de la Coordination nationale des Conseils de développement (premier titulaire du poste).

## Œuvres
- Rue Kervégan, 20 ans qui ont changé la Ville, Éditions Kervégan, 1999
- Démocratie à la nantaise, Éditions l'Harmattan, 2002
- Nantes, Clefs pour le futur, Éditions de l'Aube, 2006
- La Part du citoyen, Éditions l'Harmattan, 2009

## Distinctions
- Commandeur de l'Ordre national du Mérite
- Officier de la Légion d'honneur